# 新澳隧道
新澳隧道是台灣宜蘭縣蘇澳鎮（近南澳鄉）的一座公路隧道，位於台九線蘇花公路上。
西線隧道於民國70年（1981年）8月17日興建，民國72年（1983年）8月17日竣工，長度1162公尺，在東線隧道開通前為雙向一線道（內有避車彎及當時以號誌引導會車），東線隧道完工後轉為南下隧道。東線隧道於民國82年（1993年）6月興建，民國86年（1997年）1月竣工，長度1267公尺，完工後為北上隧道並有兩車道空間。
新澳隧道西線於1983年完工後，車輛不須再行經彎繞的烏石鼻路段，烏石鼻路段及本隧道東邊約2公里處的烏石鼻隧道也亦廢除。
2023年10月24日下午時分，一台砂石車行經本隧道北上車道時，砂石車蔣姓駕駛疑因未注意車前狀況並未剎車，直撞17輛車而造成1死11傷之重大事故。

## 外部連結
- 蘇花公路 南澳～東澳 北上 新澳隧道 （新隧道1997,雙車道單向） Willy CWei （页面存档备份，存于）
- 蘇花公路 東澳～南澳 南下 新澳隧道 （舊隧道1983,單向一車道） Willy CWei （页面存档备份，存于）
- 省道台9線 蘇花公路 新澳隧道 路程景 臺灣交通鐵道影像 台湾の鉄道映像 Taiwan Railway Movies BV2DP （页面存档备份，存于）
- 蘇花公路 新澳隧道 臺灣交通鐵道影像 台湾の鉄道映像 Taiwan Railway Movies BV2DP （页面存档备份，存于）